# 13 Lakes
13 Lakes («13 lagos») es una película experimental independiente no narrativa estadounidense de 2004 del cineasta independiente James Benning. Compuesto por 13 tomas estáticas de diez minutos de duración de diferentes lagos en los Estados Unidos, 13 Lakes es una instancia de cine lento, que pone énfasis en la introspección y la contemplación. Filmada en película de 16 mm, 13 Lakes tuvo su estreno mundial en el Festival Internacional de Cine de Viena el 20 de octubre de 2004. Debido a la naturaleza experimental de la película, no se estrenó en cines, pero Canyon Cinema la distribuyó en línea. 13 Lakes recibió críticas positivas, con elogios particulares dirigidos a su ambiente, cinematografía y dirección de Benning. En 2014, la Biblioteca del Congreso de Estados Unidos la consideró «cultural, histórica o estéticamente significativa» y la seleccionó para su conservación en el Registro Nacional de Cine de los Estados Unidos.

## Descripción general
13 Lakes consiste en 13 tomas estáticas de diez minutos de duración de diferentes lagos en los Estados Unidos. La superficie de los lagos divide el horizonte. Cada transición a una nueva toma está separada por varios segundos de oscuridad. En orden de aparición, los lagos presentados son el Lago Jackson en Wyoming; Lago Moosehead, Maine; el Lago Salton, California; Lago Superior, Minnesota; Lago Winnebago, Wisconsin; Lago Okeechobee, Florida; Lago Red, minnesota; Lago Pontchartrain, Luisiana; el Gran Lago Salado, Utah; Lago Iliamna, Alaska; Lago Powell en Utah y Arizona; Lago del Cráter, Oregón; y Lago Oneida, Nueva York.

### Sinopsis
El cielo está despejado sobre el lago Jackson; el sol sale durante la escena. Las montañas se ven en la distancia. La vocalización de las aves, junto con aullidos, probablemente los de un lobo gris, se pueden escuchar de manera prominente durante los primeros dos minutos de la toma. El cielo diurno sobre el lago Moosehead está nublado. El horizonte separa dos masas de tierra visibles a los lados izquierdo y derecho de la escena. El cielo diurno sobre Salton Sea es claro y soleado. Durante toda la escena, con montañas visibles en la distancia, dos motos de agua dan vueltas alrededor del cuerpo de agua. Es un día nublado sobre el lago Superior, que ve un puerto a lo lejos. Trozos de hielo flotan en el lago. Un buque portacontenedores entra en el puerto navegando de derecha a izquierda de la toma. El cielo sobre el lago Winnebago está despejado. Se ve tierra a lo lejos y se escucha el canto de los pájaros, que aumenta gradualmente a lo largo de la escena. A lo lejos, un velero entra en escena por la izquierda y desaparece de la vista a medida que se acerca al centro de la toma. Es un día soleado sobre el lago Okeechobee, aunque a lo lejos se ven nubes que se acercan lentamente a la toma. La flora, posiblemente pastos marinos, se ve emerger del agua, al igual que las rocas, con humedales boscosos visibles en la distancia cercana. Se escucha un paso a nivel, seguido de la bocina de un tren y el ruido de un tren cuando pasa un tren detrás de la toma.
El cielo sobre el lago Red está nublado. La única masa de tierra visible está en la lejanía del lado derecho de la toma. Se escuchan truenos en toda la escena cuando las nubes de lluvia emergen del lado derecho de la toma y flotan hacia la izquierda. El cielo sobre el lago Pontchartrain también está nublado. Visible es la calzada del lago Pontchartrain, que desaparece en la distancia a medida que avanza hacia la izquierda. Es un día claro sobre Great Salt Lake, aunque se ven nubes en la distancia. El terreno montañoso es visible en el centro del lago. Los pájaros rodean el área al comienzo de la toma, después de lo cual se los puede ver en la distancia volando sobre el lago. Se escuchan dos aviones volando por encima. El lago Iliamna está nublado, con neblina visible a través del lago. En la distancia, las montañas nevadas se elevan a lo largo del horizonte, elevándose sobre el lago. Es un día claro sobre el lago Powell mientras se pone el sol. El plano, rodeado por la Meseta del Colorado, se va envolviendo gradualmente en la oscuridad. Se escucha un avión, y luego un pequeño barco de pasajeros navega de derecha a izquierda de la toma. El lago del Cráter se refleja perfectamente en el agua clara en un día claro, aunque pasan varias nubes. Se escuchan varios disparos de arma de fuego a lo largo de la escena, que resuenan alrededor del lago. Es un día nublado sobre el lago Oneida, con la única tierra visible ubicada a la izquierda de la toma.

## Producción

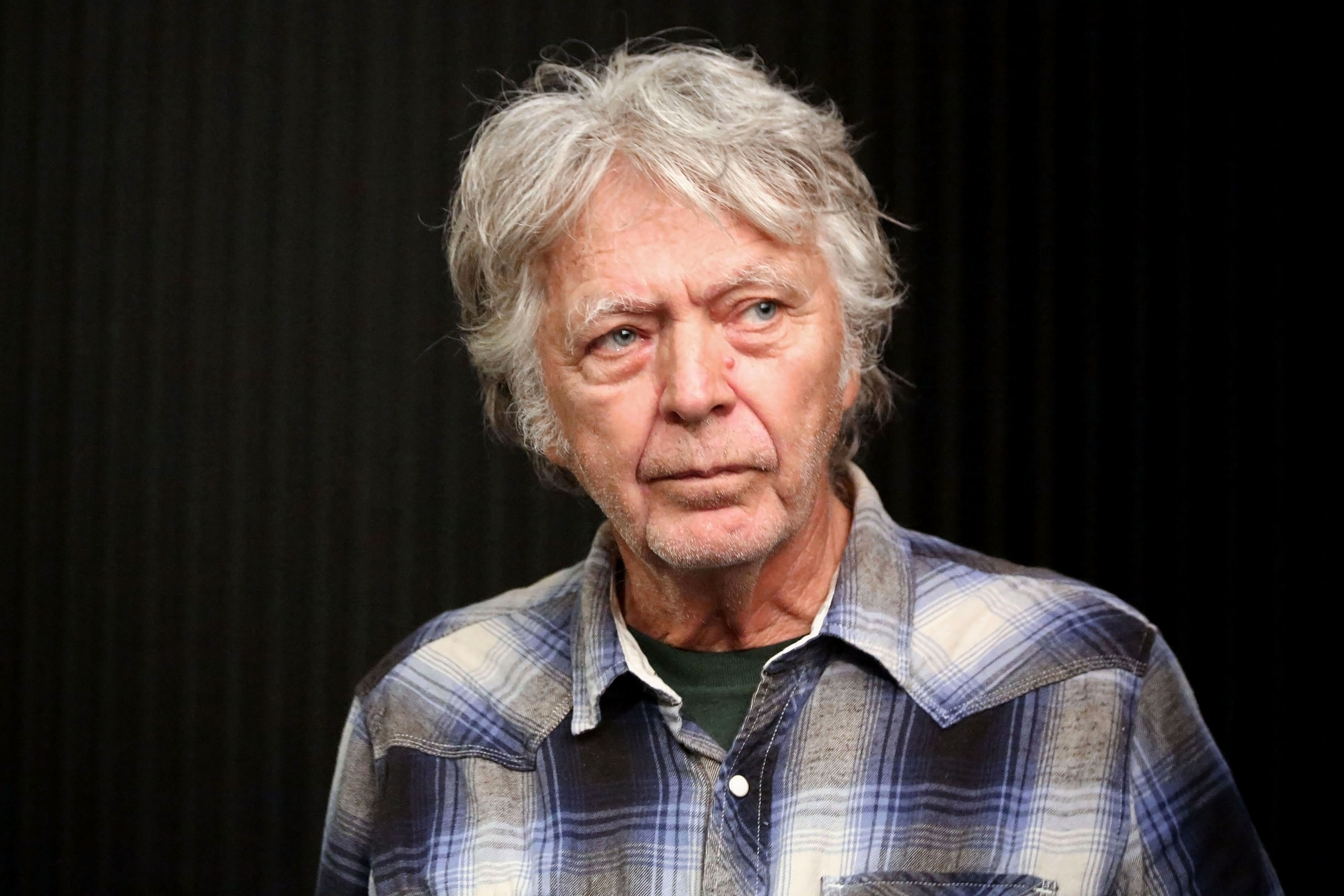
Benning en 2012.

James Benning es un cineasta independiente estadounidense conocido por utilizar tomas largas en sus películas. The United States of America (1975) de Benning fue descrito por Criterion Channel como «una de las principales obras del movimiento cinematográfico estructuralista de la década de 1970». Muchas de las obras de Benning se centran en gran medida en el paisaje. Sus películas han sido descritas como un ejemplo de cine lento, un género de cine arte que se caracteriza por un estilo minimalista, observacional y con poca o ninguna narrativa, y énfasis en las tomas largas. Scott MacDonald, escribiendo en un ensayo para el Registro Nacional de Cine, señala las películas anteriores de Benning 11 x 14 (1975) y One Way Boogie Woogie (1976) que incorporan prominentemente el paisaje. MacDonald considera 13 Lakes como la culminación del interés cada vez mayor de Benning en poner a prueba la paciencia de la audiencia. Según Andrew Chan de Slant Magazine, Benning pretendía replicar la «experiencia de percibir», y pretendía que 13 Lakes tuviera un tono más austero que cualquiera de sus películas anteriores.
MacDonald cree que Benning eligió específicamente los trece lagos debido a su historia personal con cada uno de ellos. Por ejemplo, se eligió el lago Oneida debido a sus frecuentes visitas a amigos que residen en el centro de Nueva York, y a Benning le gusta tanto el lago de Salton como el Gran Lago Salado. Benning eligió a propósito dividir los lagos con el horizonte, ya que consideró que el cielo agregaba atmósfera y contribuía a la singularidad de cada lago. Nikolaj Lübecker y Daniele Rugo notan una similitud entre el título de 13 Lakes y las obras del pintor y fotógrafo Edward Ruscha, citando Twentysix Gasoline Stations (1963), Thirtyfour Parking Lots (1967) y Nine Swimming Pools and a Broken Glass (1968) como ejemplos. 13 Lakes es la película más larga de Benning rodada en 16 mm. Desde entonces, Benning se pasó a la película digital, lo que permite que sus obras sean aún más largas. 13 Lakes fue filmada y estrenada junto con otra película de Benning titulada Ten Skies.

## Liberación y recepción
13 Lakes tuvo su estreno mundial en el Festival Internacional de Cine de Viena (Viennale) el 20 de octubre de 2004. Debido a la naturaleza experimental de la película, no se estrenó en cines, pero Canyon Cinema la distribuyó en línea. 13 Lakes recibió críticas positivas. John Anderson, escribiendo para Variety, elogió la película como una «experiencia cinematográfica singular, igualmente meditativa y emocionante y, en última instancia, estimulante», elogiando la película por hacer que el espectador «se siente y note» los pequeños cambios que ocurren en cada plano. Joshua Land de Time Out le dio a la película un máximo de cinco estrellas, elogiando la dirección de Benning y la cinematografía que Land calificó de hermosa e «hipnótica», y agregó que «en una mirada momentánea, podría parecer que nada está 'sucediendo' ... pero el uso brillante del tiempo real de Benning desbloquea su potencial inagotable». Andrew Chan de Slant Magazine elogió tanto la audacia como la serenidad de 13 Lakes, elogiando la cinematografía que «se revela a sí misma como dirigida conscientemente», y agregó que «13 Lakes ofrece humildad no como una pose moral elegante, sino como un reconocimiento que el arte refleja (en lugar de trascender) la debilidad humana».
En 2014, 13 Lakes fue considerada «cultural, histórica o estéticamente significativa» por la Biblioteca del Congreso de Estados Unidos y seleccionada para su conservación en el Registro Nacional de Cine de los Estados Unidos.

## Temas
Benning afirmó en la proyección de 13 Lakes para el Festival de Cine de Tribeca de 2005 que era una película contra la guerra y dijo que sus películas, especialmente 13 Lakes, mostraban «el tipo de belleza que estamos destruyendo». En respuesta a la confusión y la recepción negativa de la audiencia durante la proyección de la película en Tribeca, Benning dijo que «tal vez si miráramos y escucháramos un poco más, no haríamos cosas estúpidas... no lanzaríamos bombas uno sobre el otro». De manera similar, Benning consideró a Ten Skies como una metáfora de la paz. 13 Lakes, al igual que las películas minimalistas anteriores de Benning, también se ha comparado positivamente con pinturas de paisajes. Nikolaj Lübecker y Daniele Rugo señalan que 13 Lakes no intenta contar una historia concreta y, en cambio, elige centrarse en las imágenes de la película en sí; para ellos, 13 Lakes exige paciencia de la audiencia y «podría ser un lugar donde encontremos refugio para perdernos. O, por el contrario, en orientarse».